# Tournant ontologique
Le tournant ontologique est un courant des sciences sociales du début des années 2000 caractérisé par un intérêt accru pour l’ontologie au sein d’un certain nombre de disciplines philosophiques et académiques, et connaissant un effet de mode entre 2014 et 2017. Le tournant ontologique en anthropologie délaisse ou combat certaines notions anthropologiques comme celles de culture, d'épistémologie ou de visions du monde. Au lieu de cela, le tournant ontologique s'intéresse à la manière d’être dans le monde et considère que différentes visions du monde ne soient pas simplement des représentations différentes du même monde, mais les mondes eux-mêmes, brisant la distinction entre réalité et représentation par un constructivisme radical. Plus précisément, le tournant ontologique fait référence à un changement d’orientation théorique selon lequel les différences sont comprises non pas en termes de différence de visions du monde, mais de différences de mondes et tous ces mondes sont d’égale validité.

## Définitions
L'ontologie est l'étude de la réalité telle qu'elle est construite dans les mondes humains et non humains,. À l’inverse, l’ontologie a également été comprise comme un processus de « devenir ». Enfin, l’ontologie a également été définie comme l’ensemble des circonstances historiques à travers lesquelles les individus comprennent la réalité. Cependant, cette dernière définition en particulier a suscité d’importantes critiques en raison de sa similitude avec les définitions de la culture.

### Influence philosophique
Le domaine de l'ontologie correspond à l'étude philosophique de l'être. Cette focalisation sur l'être s'appuie sur les idées de Martin Heidegger sur la nature spécifique de ce que signifie « être » dans le monde. La théorie de Heidegger sur la nature fondamentale de l'être s'appuie sur des idéaux ontologiques issus des traditions de l'école platonicienne. De ce point de vue, l’esprit ou l’expérience d’être humain ne fait pas référence à une entité singulière. Au lieu de cela, l'esprit se réfère à une collection d'événements, d'événements de la vie ou d'objets matériels qu'un individu expérimente. Ainsi, l’ontologie raconte l’expérience d’être au monde. De plus, l'intérêt pour l'ontologie est associé à une meilleure compréhension de l'existence, de la réalité, du devenir et de la manière dont ces concepts sont liés à de larges catégories d'entités.

## En anthropologie
Dans le domaine de l’anthropologie, les tendances ontologiques ont commencé à émerger vers les années 1990. Cependant, la première influence des compréhensions ontologiques au sein de l'anthropologie est apparue dans les travaux de Roy Wagner, Marilyn Strathern et Eduardo Viveiros de Castro. À la suite de ces premières délibérations, le tournant ontologique s’est emparé de l’anthropologie britannique. À partir de là, les anthropologues nord-américains ont commencé à réfléchir à la manière dont l’ontologie pourrait être utile à la recherche ethnographique. L'application de cadres ontologiques a vraiment gagné en popularité après 2010, et ont été portés à l'attention anthropologique nationale lors de la réunion annuelle 2013 de l'American Anthropological Association à Chicago, où l'ontologie a été au centre de plusieurs sessions,. Après la conférence, l'un des blogs d'anthropologie les plus anciens et les plus importants, Savage Minds, a déclaré que l'ontologie était « la prochaine grande chose » dans la théorie anthropologique. Cet intérêt croissant pour l’ontologie a donné naissance à un certain nombre d’articles soulignant l’utilité des prémisses ontologiques dans la recherche anthropologique,,,.
Le concept d'ontologie et ce que les gens entendent par ontologie sont divers ; par conséquent, retracer le tournant ontologique en anthropologie reste difficile. Cependant, si l’ontologie fait référence à l’étude de la réalité, alors l’anthropologie ontologique intègre des éléments théoriques et méthodologiques de l’anthropologie à une étude de l’être ou de l’existence. Les ethnographies sont la méthode la plus largement utilisée dans la recherche anthropologique et, d’un point de vue théorique, l’anthropologie a grandement contribué au concept de culture. Ces deux éléments de l’anthropologie ont élargi les notions philosophiques de l’ontologie de sorte que l’anthropologie ontologique ne concerne pas simplement le monde ; il s’agit plutôt de l’expérience d’être un humain dans le monde. De plus, l’anthropologie ontologique s’intéresse explicitement à la manière dont les humains communiquent et interagissent avec une multitude d’acteurs non humains. Par exemple, en tant que biologiste de formation devenue anthropologue, Donna Haraway insiste pour inclure d'autres êtres, humains et non humains, dans ses récits de vie avec des animaux de compagnie. Enfin, l’anthropologie ontologique ne prétend pas que les individus ou les communautés vivent dans des univers distincts et qu’en traversant un cadre différent, vous vous trouvez soudainement dans une réalité différente. Au lieu de cela, les anthropologues ontologiques affirment que nous « devrions permettre à la différence ou à l’altérité de remettre en question notre compréhension des catégories mêmes de la nature et de la culture elles-mêmes ».

### Autres tournants de l'anthropologie
L'anthropologie en tant que domaine a connu un certain nombre de "tournants" ou de modes au cours de son histoire, notamment le tournant linguistique, le tournant réflexif, le tournant temporel, le tournant affectif, le tournant littéraire et le tournant post-humain. Le tournant ontologique présente les différences dans les phénomènes culturels et non comme des interprétations différentes d'un monde naturel singulier. Le tournant ontologique de l’anthropologie suggère plutôt qu’il existe des réalités alternatives et d’autres manières d’être qui existent parallèlement aux nôtres. Les partisans de ce mouvement affirment que cette manière de cadrer la différence culturelle est la première tentative faite par les anthropologues pour prendre les croyances de leurs interlocuteurs « au sérieux » ou « littéralement ». Les critiques du tournant ontologique soutiennent que les revendications de mondes différents tendent vers l'essentialisme.
L'ontologie politique est un autre développement théorique associé au tournant ontologique.

### Tournant ontologique étroit
Les travaux des auteurs français Philippe Descola, et Bruno Latour et de l'auteur brésilien Eduardo Viveiros de Castro gravitent vers ce qui a été appelé « un tournant ontologique étroit ». Ce tournant ontologique étroit a suscité beaucoup d’inquiétude et de curiosité au sein de l’anthropologie nord-américaine.

#### Philippe DescolaetPar-delà nature et culture
Philippe Descola dans son travail chez les Achuars amazoniens, a suggéré que la catégorie de nature (telle que définie vulgairement) n'est pas un universel humain et ne devrait donc pas être considérée comme une ligne de recherche anthropologique,,. Le domaine de la « nature », affirme Descola, a émergé de notions occidentales modernes qui visent à poser la « nature » comme étant ontologiquement réelle. Au lieu de cela, Descola affirme que « d'autres civilisations ont conçu différentes manières de détecter les qualités parmi les existants, ce qui a donné lieu à d'autres formes d'organisation de la continuité et de la discontinuité entre humains et non-humains, de regroupement des êtres en collectifs, de définition de qui ou de quoi est capable d'agir et de connaître ». Par là,Descola traite l’animisme non pas comme une sorte de croyance erronée, mais comme une extension de la relationnalité sociale aux acteurs non humains. En ce sens, Descola utilise l’ontologie comme un outil analytique élémentaire pour explorer la manière dont les mondes sont construits d’une manière distincte de la manière dont les anthropologues discutent généralement des visions du monde. Descola propose que l'anthropologie puisse utiliser des cadres ontologiques pour mieux rendre compte de la façon dont les mondes sont composés.

#### Le perspectivisme de Viveiros de Castro
Eduardo Viveiros de Castro utilise un cadre perspectiviste dans sa synthèse de la littérature ethnographique amazonienne. Sa discussion sur les conceptions amazoniennes prend en compte le fait que les perspectives entre humains et non-humains ne sont pas intrinsèquement différentes. Les réflexions de Viveiros de Castro sur le perspectivisme l'amènent à conclure que nous avons affaire à une perspective fondamentalement différente de celles qui éclairent la pensée académique occidentale. L'approche de Viveiros de Castro adopte intrinsèquement une approche ontologique qui « lui permet de voir plus clairement la manière dont l'anthropologie est fondée sur une division nature/culture qui pose la nature comme une sorte de fondement universel, unitaire et existant et la culture comme l'infiniment variable » forme de représentation de la nature.

#### Les modes d'existence de Latour
Bruno Latour soutient que les chercheurs ne devraient pas trier les entités entre le monde « social » et le monde « naturel ». Latour soutient qu’au lieu de prédéterminer quelles choses sont considérées comme faisant partie de la société et quelles choses sont considérées comme faisant partie de la nature, les spécialistes des sciences sociales devraient considérer ces catégories comme des négociations complexes entre les gens et leur monde. Cette résistance à la division entre le social et le naturel fait partie intégrante de l’anthropologie ontologique.
Latour ne distinguant volontairement pas les humains, animaux et objets, son ontologie des modes d'existence a pu excéder chez certains de ses suiveurs l'espèce humaine : Baptiste Morizot propose ainsi par exemple une sorte d'anthropologie ontologique des loups, plus ou moins inspirée de l'éthologie phénoménologique de Jakob von Uexküll.

#### Les«penseurs du vivant»
Un certain nombre de disciples et d'admirateurs des auteurs du tournant ontologique étroit ont connu divers succès en librairie dans les années 2010 chez des éditeurs comme WildProject, Actes Sud (collection « Mondes sauvages ») ou encore La Découverte, en prolongeant les postures théoriques de leurs maîtres. Regroupés par le journaliste Nicolas Truong sous l'appellation de « penseurs du vivant », on y trouve notamment Baptiste Morizot, Estelle Zhong Mengual, Vinciane Despret, Nastassja Martin, Emanuele Coccia, Frédéric Keck, Camille de Toledo ou encore l'éditeur Baptiste Lanaspèze,. 
Ces mêmes auteurs ont toutefois fait l'objet de vives critiques notamment à gauche, à la fois dans le monde médiatique (par exemple sous la plume de Frédéric Lordon, leur reprochant de « pleurnicher le vivant » sans jamais poser de questions politiques réelles) comme dans le monde académique, avec notamment l'ouvrage L’insoutenable légèreté des penseurs du vivant d'Alexandra Bidet et Vincent Rigoulet.

## Réception
Haidy Geismar, l’un des critiques de l’anthropologie ontologique, a affirmé que présenter les autres non pas comme ayant des cultures différentes, mais comme ayant des mondes différents, n’est qu’une nouvelle forme d’essentialisme et d'Ethno-différentialisme,. En outre, de nombreux critiques de l’anthropologie ontologique ont démontré que ce cadre ne prend pas la différence aussi au sérieux qu’il le prétend. Plus précisément, Pierre Charbonnier, Gildas Salmon et Peter Skafish ont attiré l'attention sur le fait que de nombreux anthropologues ontologiques ont tiré des conclusions similaires à celles des anthropologues n'utilisant pas de cadres ontologiques, tout en utilisant également une grande partie des mêmes bases théoriques dans leurs arguments,,. Cependant, les ontologues ont répondu que bon nombre de ces critiques ne sont que des tentatives de reproduire le statu quo. En réponse au tournant ontologique, un débat du Groupe de débat sur la théorie anthropologique s'est tenu le 9 février 2008 à Manchester, sur la motion « L'ontologie n'est qu'un autre mot pour désigner la culture ». Michael Carrithers (Durham) et Matei Candea (Cambridge) et Karen Sykes (Manchester) et Martin Holbraad (University College London) se sont prononcés en faveur de la motion. Le vote final – 19 pour, 39 contre et six abstentions – reflète un consensus général selon lequel, entre culture et ontologie, l'ontologie pourrait avoir quelque chose à apporter. Marshall Sahlins, à la suite de Beyond Nature and Culture, fait écho à ce consensus dans son affirmation selon laquelle l'ontologie « offre un changement radical dans la trajectoire anthropologique actuelle – un changement de paradigme si vous voulez – qui permettrait de surmonter le désarroi analytique actuel par ce qui équivaut à un changement planétaire. tableau des éléments ontologiques et des composés qu'ils produisent ». Sahlins célèbre la manière dont l'anthropologie, à travers cette orientation ontologique, reviendra à son véritable objectif : l'état d'être autre.
Le tournant ontologique, perçu tantôt comme ambitieux ou provocateur, a fait l'objet de nombreuses analyses, et notamment au Congrès de l’American Anthropological Association (AAA) en 2013, à l’occasion de la traduction de Par-delà nature et culture, les débats étant ensuite publiés dans un numéro spécial de la revue Hau de théorie ethnographique, en 2014. Ces auteurs y sont décortiqués et souvent étrillés par plusieurs grands pontes de l'anthropologie, notamment Marshall Sahlins ou David Graeber, critiquant l'ambition démesurée sur le plan philosophique, et la fragilité des éléments concrets soutenant ces théories provocatrices. Sahlins souligne notamment que l'animisme de Descola se retrouve en réalité dans toutes les sociétés, y compris les modernes (notion de personnalité juridique, rapport aux animaux domestiques, aux objets...), tout comme le naturalisme, prétendument occidental, est un trait fondamental de toutes les sociétés humaines. Le débat s'est ensuite poursuivi dans d'autres numéros, d'autres anthropologues de premier plan comme Bruce Kapferer considérant que le tournant ontologique consiste essentiellement à reformuler des banalités en termes provocateurs, l'« ontologie » tant vantée étant selon lui une reformulation de l'idée de culture. 
En France, le philosophe Patrick Dupouey s'est livré à une analyse en profondeur de l'ontologisme de Philippe Descola, montrant ses nombreuses confusions (notamment sur la notion de naturalisme) et pointant le fait que sa nouvelle épistémologie débouchait finalement sur un irréalisme impliquant la négation pure et simple de toute réalité extraculturelle, toute expérience étant prisonnière de sa propre ontologie sans fondement objectif à partager.
Mohamed Amer Meziane, philosophe français maître de conférences à la Brown University (États-Unis) a également critique le tournant ontologique, devenu « anthropologie dominante », dans Au bord des mondes : Vers une anthropologie métaphysique (2023), où il déconstruit le discours du tournant qui pour lui « conduit à une valorisation floue de l’animisme, appréhendé comme une sorte d’antithèse à une modernité qui aurait désenchanté le monde ». « La certitude que le monothéisme est violent est un mythe très enraciné chez certains penseurs « modernes » d’Occident. Si l’animisme fait figure de religion acceptable ou de spiritualité appropriable pour le public européen, c’est aussi en vertu de ce mythe souvent inconscient ou impensé ». Il critique également l'usage même du terme ontologie : « l’ontologie est une catégorie classique de la philosophie renvoyant au « discours sur l’être ». Or, certaines réalités dont témoignent des fidèles, comme le divin et les esprits, dépassent l’ordre du visible et de l’être. Il n’y a pas seulement des mondes, mais aussi ce qui se trouve à leurs bords : des sur-mondes – comme les dieux ou les anges – et des réalités intermédiaires, comme les lieux des rêves ».
En 2025, un numéro spécial de la Revue du MAUSS (l'une des plus importantes revues de sciences sociales en France) est consacré au tournant ontologique, et dresse un bilan plutôt négatif de l'héritage de ce moment, autant sur les sciences sociales françaises que sur l'écologie. Dans l'introduction, les éditeurs résument : « Alors qu’en principe l’élimination du mot nature est supposée devoir aider à aller au-delà des luttes écologiques traditionnelles et ouvrir des horizons plus vastes, il ne débouche en définitive sur rien de palpable, ou plutôt [...] soit sur un conservatisme libéral qui laisse toutes choses en l’état (tout en se tournant vers les Évangiles), comme chez Bruno Latour, soit sur une écologie plutôt antimoderne, inversant tous les signes de la modernité, à la suite de Viveiros de Castro. Soit encore sur un simple environnementalisme, célébrant le vivant mais sans rien dire de l’ordre social qui serait requis pour qu’il perdure. En se dispensant de lire les auteurs de la tradition écologique et les critiquant plutôt que de chercher à construire des ponts, les tenants du Tournant Ontologique se révèlent incapables de proposer un projet politique à la hauteur des enjeux de l’époque. On pourrait résumer une partie de ces critiques en disant qu’il est périlleux de prétendre sauver la nature en affirmant qu’elle n’existe pas, et problématique de vouloir faire avancer le savoir, et la science donc, en posant comme point de départ qu’il n’existe aucune réalité objective indépendante des pensées des hommes. [...] Enfermant chaque culture ou chaque zone culturelle dans son irréductible clôture sur soi il ne peut proposer aucune forme d’universel, même relatif, sauf à se borner à dire qu’il faut prêter attention aux différences culturelles, ce qu’on ne saurait contester. Il ne peut donc être porteur d’aucune philosophie politique à même de faire pièce à l’idéologie néolibérale qui ravage la planète et fait naitre partout des dictatures de plus en plus fascisantes ».